# Deb Baker
Deb Baker (1953) es una novelista estadounidense, especializada en temáticas de misterio y suspenso.

## Biografía
Baker nació en Escanaba, Míchigan. Luego se mudó a De Pere, Wisconsin, donde se graduó de la Universidad Oriental de De Pere. Logró un título en inglés con énfasis en literatura creativa de la Universidad de Wisconsin e inició su carrera como escritora y novelista. 
Se especializó en escribir historias de ficción y suspenso. Su primera novela, Murder Passes the Buck (2006), fue basada en su propia experiencia. Los coloridos personajes que creó la llevaron a ganar el Premio Authorlink International First Novelist en la categoría de suspenso. 

### Como Deb Baker

#### Gertie Johnson
1. Murder Passes the Buck
2. Murder Grins and Bears It 2007. Llewellyn/Midnight Ink.[4]
3. Murder Talks Turkey 2008. 264p. Llewellyn/Midnight Ink.[5]
4. Murder Bites the Bullet
5. Cooking Can Be Murder
6. Gertie Johnson Boxed Set

#### Gretchen Birch Murder Mysteries
1. Dolled Up For Murder
2. Goodbye Dolly
3. Dolly Departed
4. Guise and Dolls
5. Gretchen Birch Boxed Set

### Como Hannah Reed

#### Queen Bee Mysteries
1. Buzz Off (2010)
2. Mind Your Own Beeswax (2011)
3. Plan Bee (2012)
4. Beeline to Trouble (2012)
5. Beewitched (2013)